# Franciszek Rychnowski
Franciszek Rychnowski (1850 – 1929) foi um engenheiro, inventor e acadêmico da Polónia. Lecionou no Centro Politécnico de Lwów. Além de sua participação em projetos como a rede elétrica, de aquecimento e de metrôs de Lwów (Hoje Lviv, na Ucrânia), ele também chamava a atenção da imprensa por suas teorias pseudocientíficas sobre eteróide, um conceito similar ao Orgônio. Seu envolvimento com tais teorias eventualmente comprometeu sua carreira acadêmica.